# Chênedouit
Chênedouit är en kommun i departementet Orne i regionen Normandie i nordvästra Frankrike. Kommunen ligger i kantonen Putanges-Pont-Écrepin som tillhör arrondissementet Argentan. År 2018 hade Chênedouit 172 invånare.

## Befolkningsutveckling
Antalet invånare i kommunen Chênedouit
| Referens: INSEE |